# L'Incorrigible
Pour plus de détails, voir Fiche technique et Distribution.
L'Incorrigible est un film français de Philippe de Broca, sorti en 1975. C'est l'adaptation du roman Ah… mon pote ! d'Alex Varoux, paru en 1973.

## Synopsis

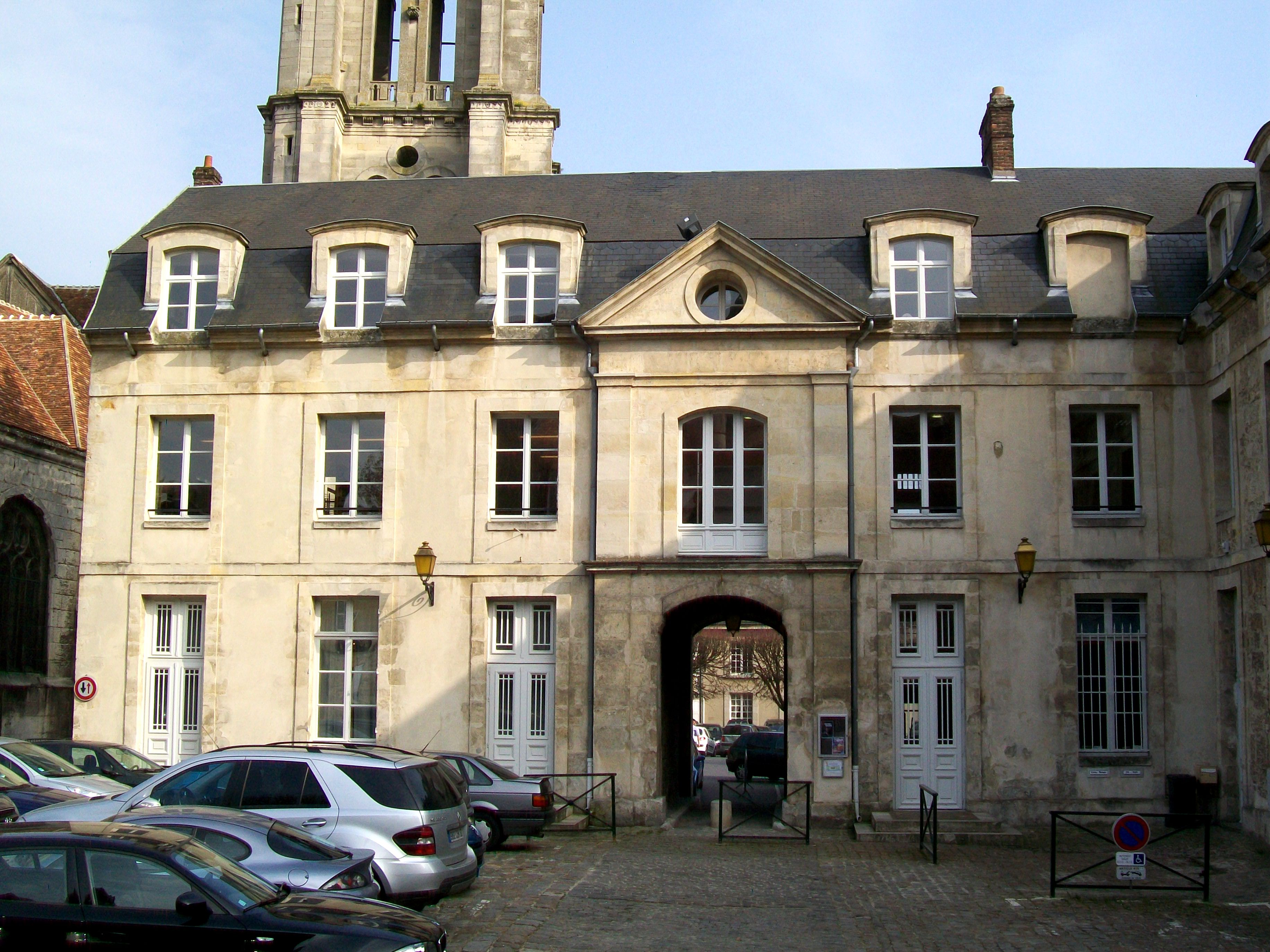
Facade de l'immeuble de la bibliothèque de Senlis qui a servi de décor pour le musée dévalisé dans le film.

Victor Vauthier, un voyou sympathique, ne se laisse jamais désarçonner par les imprudences auxquelles le conduit sa mythomanie.
À peine sorti de prison (à la grande tristesse de ses gardiens, qui s'étaient attachés à lui durant les trois mois de son incarcération), Victor replonge immédiatement dans les larcins et escroqueries. Cependant, il doit composer avec Marie-Charlotte Pontalec, une déléguée permanente d'assistance post-pénale, nommée par le juge d'application des peines pour gérer son dossier.
Victor et Marie-Charlotte ne tardent pas à éprouver une attirance réciproque, ce qui n'empêche pas Victor de chercher (à l'instigation de Camille, son oncle et père spirituel) à profiter de sa proximité avec la jeune femme. Camille incite en effet Victor à dérober un triptyque signé du peintre Greco, après l'avoir vu au musée de Senlis dirigé par le père de Marie-Charlotte, le conservateur du musée.
La jeune femme finit cependant par découvrir la vérité, et le plus rusé des deux n'est pas forcément celui auquel on pense.

## Fiche technique
- Titre : L'Incorrigible
- Réalisation : Philippe de Broca
- Scénario : Philippe de Broca et Michel Audiard, d'après le roman Ah... mon pote ! d'Alex Varoux
- Dialogues : Michel Audiard
- Direction artistique : François de Lamothe
- Décors : Éric Moulard
- Costumes : Paulette Breil
- Photographie : Jean Penzer
- Son : Daniel Brisseau
- Montage : Françoise Javet
- Musique : Georges Delerue
- Production : Georges Dancigers, Alexandre Mnouchkine
- Production associée : Robert Amon
- Société de production: Simar Films, Mondex et Cie, Les Films Ariane
- Société de distribution : Compagnie Commerciale Française Cinématographique
- Pays d'origine :  France
- Langue originale : français
- Format : couleur (Eastmancolor) — 35 mm — son Mono
- Genre : comédie
- Durée : 95 minutes
- Date de sortie : France : 15 octobre 1975

## Distribution
- Jean-Paul Belmondo : Victor Vauthier
- Geneviève Bujold : Marie-Charlotte Pontalec
- Julien Guiomar : Camille Ortolin, l'ermite de Chatou
- Charles Gérard : Raoul
- Daniel Ceccaldi : le préfet de police
- Capucine : Hélène Dupont-Moreau
- Andréa Ferréol : Tatiana Negulesco
- Michel Beaune : le ministre
- Albert Simono : M. Pontalec
- Pascale Roberts : Adrienne
- Maria Meriko : Mme Florinda
- Dora Doll : Thérèse, la caissière du bar "Le petit savarin"
- Marc Dudicourt : le gardien du ministère
- Roger Riffard : le second chauffeur de taxi
- Maurice Travail : le fonctionnaire des finances
- Catherine Alric : Catherine
- Maurice Auzel : Paulo
- Madeleine Barbulée : la dame-pipi
- Philippe Brizard : l'expert en tableaux
- Véronique Dancier : Cécile, l'hôtesse du Plazza
- Robert Dalban : Freddy
- Gérard Dournel : le premier chauffeur de taxi
- Anna Gaylor : Mme Pontalec
- Georges Ass : le vieil homme au béret accusé d’inceste, au bureau des éducateurs
- Catherine Lachens : la fille au bureau des éducateurs
- Laure Moutoussamy : une prostituée
- Jean-Pierre Rambal : Lucien, le domestique d'Hélène
- Bernadette Robert : Lucette, une serveuse du bar "Le petit savarin"
- Élizabeth Teissier : Sibylle
- Micheline Granchet : voix off
- Pierre D'Hollander : voix off
- Laetitia Alphand : une petite fille de Raoul
- Anémone : une prostituée
- Dany Bernard : l'amant d'Hélène
- Claude Brulé : M. Morrison
- Paulette Brulé : Mme Morrison
- Michel Charrel : le mécano de Gennevilliers
- Hélène Cinque : une petite fille de Raoul
- Georges Dupuis : le patron de la Bonne Santé
- Sébastien Floche : le premier libéré
- Michel Francini : Robert, le plaisancier
- Hervé Jolly : le garde du Palais de Justice
- Dominique Magloire : une petite fille de Raoul
- Gérard Malabat : le chasseur du Plazza
- Julie Mate : une petite fille de Raoul
- Guy-Pierre Mineur : le notable africain
- Pierre Moncorbier : le sexagénaire
- Roger Muni : le valet du ministre
- Bernard Musson : le second libéré
- Maurice Nasil : le portier de l'hôtel
- Pascale Rivault : Gilberte
- Louisette Rousseau : l'habilleuse de Tatiana
- Sylvain Salnave : le policier
- Ibrahim Seck : le ministre africain
- François Viaur : le portier de la prison
- Lucien Wouassi : le général africain
- Georges Yacoubian : le flic de la rue Fontaine

## Production

### Choix des interprètes
Le personnage joué, dans deux séquences successives, par Élizabeth Teissier — dont la carrière d'astrologue a connu une notoriété publique à partir de 1975 —, porte le prénom de Sibylle, nom donné dans l'Antiquité aux prophétesses ou devineresses délivrant des oracles et, par extension, aux femmes se livrant à des prédictions.

### Tournage
Le film a été tourné dans les départements:
- de la Manche (baie du Mont-Saint-Michel)
- de l'Oise (Senlis, l'ancien séminaire (l'actuelle bibliothèque) a servi de lieu de tournage en tant que musée (fictif)[1] de la ville, certaines scènes ont aussi été tournées à la cathédrale de la ville.
- de l'Essonne (Paray-Vieille-Poste)
- des Hauts-de-Seine (La Défense)
- du du Val-de-Marne (aéroport d'Orly)
- à Paris (prison de la Santé, rue de la Santé, avenue Foch, quai d'Anjou, avenue des Champs-Élysées...)

## Accueil

### Box-office
Box-office France : 2 568 325 entrées, dont 921 290 sur Paris et sa banlieue.

## Autour du film
- Lors de la scène avenue Foch, Jean-Paul Belmondo utilise le nom d'emprunt « de Ferrussac », qui n'est autre que le second nom du réalisateur Philippe de Broca.
- Dans l'avant-dernière scène (maison avec piscine), on retrouve la musique du générique du film L'Homme de Rio (1964), lui aussi réalisé par Philippe de Broca et composé par Georges Delerue.

## Discographie
- Georges Delerue, L'incorrigible ; Va voir maman papa travaille : bandes originales des films, Roullens, Music Box Records, 2011 (EAN 377-0-00-253100-6, BNF 42372458)La présentation en ligne, sur le site de Music Box Records, donnait le détail des 16 plages, d'une durée de 33 min 25 s, se rapportant à L'Incorrigible, et des 13 plages, d'une durée de 29 min 55 s, se rapportant à Va voir maman, papa travaille.